# Gjellerupia (Opiliones)
Genre
Synonymes
- Gjellerupiola Roewer, 1949

Gjellerupia est un genre d'opilions laniatores à l'appartenance familiale incertaine.

## Distribution
Les espèces de ce genre sont endémiques de Nouvelle-Guinée.

## Liste des espèces
Selon World Catalogue of Opiliones (25/10/2021) :
- Gjellerupia minima Roewer, 1915
- Gjellerupia neoguinensis Roewer, 1913

## Étymologie
Ce genre est nommé en l'honneur de Knud Gjellerup (1876-1950).

## Publication originale
- Roewer, 1913 : « Opiliones aus N. -Neu-Guinea, gesammelt von P.N. van Kampen und K. Gjellerup in den Jahren 1910 und 1911. » Tijdschrift voor entomologie, vol. 56, p. 156–164 (texte intégral).